# Ivaniš (magnate)
Ivaniš (en serbio: Иваниш, fl. 1348) fue un magnate serbio (velikaš) que sirvió al emperador Esteban Dušan como déspota. Se le menciona en la carta del emperador Dušan del monasterio de los Santos Arcángeles cerca de Prizren, fechada en 1348, en la que llama a Ivaniš un "padre de mi Imperio". No se sabe mucho sobre él, aunque su alto título de dignatario y el hecho de que lo llamara "su padre" sin duda demuestra que era un pariente cercano de la familia real. Ivaniš tenía posesiones en la región de Toplica y concedió una de sus aldeas al monasterio. Ivaniš y luego su hijo, Altoman, ocuparon una provincia en Toplica, evidentemente cerca del núcleo de la futura provincia de Lazar Hrebeljanović.
Su hijo Altoman se casó con una hermana de Lazar Hrebeljanović y tuvo un hijo, Ivaniš, que murió entre 1372 y 1389, y fue enterrado en Visoki Dečani. Algunos historiadores antes creían que Ivaniš estaba relacionado con la esposa de Lazar, Milica Nemanjić. Algunos también intentaron conectarlo con el monje Dorotej de Hilandar, quien se sabe que ostentaba el título de déspota antes de sus votos monásticos, y fue el ktetor del monasterio de Drenča en Rasina, aunque su nombre secular no se conserva.